# Seznam jezer v Jižní Americe
Seznam jezer v Jižní Americe zahrnuje jezera v Jižní Americe s největší rozlohou, objemem a s maximální hloubkou.

## Tabulka jezer
Tabulka obsahuje jezera s rozlohou nad 800 km² seřazená podle rozlohy.
| #   | Jezero                         | Rozloha km² | Délka km | Objem km³ | Maximální hloubka m | Nadmořská výška m | Stát              | Odtok                                          |
| --- | ------------------------------ | ----------- | -------- | --------- | ------------------- | ----------------- | ----------------- | ---------------------------------------------- |
| 1.  | Maracaibo                      | 16300       | 160      | 280       | 250                 | 0                 | Venezuela         | Karibské moře                                  |
| 2.  | Lagoa dos Patos                | 10144       | 265      | 30        | 7                   | 5                 | Brazílie          | Atlantský oceán                                |
| 3.  | Salar de Uyuni                 | 10000       | 200      | 0         | 0                   | 3650              | Bolívie           | bezodtoké                                      |
| 4.  | Titicaca                       | 8562        | 204      | 893       | 283                 | 3812              | Bolívie, Peru     | Desaguadero (bezodtoké)                        |
| 5.  | Salinas Grandes                | 8500        | 250      | 0         | 0                   | 170               | Argentina         | bezodtoké                                      |
| 6.  | Salar de Atacama               | 3000        | 100      | 0         | 0                   | 2300              | Chile             | bezodtoké                                      |
| 7.  | Lagoa Mirim                    | 2965        | 170      | ...       | ...                 | ...               | Brazílie, Uruguay | San Gonzalo (Atlantský oceán)                  |
| 8.  | Poopó                          | 2530        | 100      | ...       | 3                   | 3690              | Bolívie           | Laca Jahuira (bezodtoké)                       |
| 9.  | Buenos Aires / General Carrera | 2240        | 150      | ...       | 590                 | 215               | Argentina, Chile  | Baker (Tichý oceán), Deseado (Atlantský oceán) |
| 10. | Mar Chiquita                   | 2000        | 75       | ...       | 10                  | 66                | Argentina         | (bezodtoké)                                    |
| 11. | Argentino                      | 1415        | 120      | 220       | 500                 | 187               | Argentina         | Santa Cruz (Atlantský oceán)                   |
| 12. | Viedma                         | 1088        | 80       | ...       | ...                 | 254               | Argentina         | Leona (povodí Santa Cruz)                      |
| 13. | O'Higgins / San Martín         | 1013        | 100      | ...       | 836                 | 250               | Argentina, Chile  | Pascua (Tichý oceán)                           |
| 14. | Coipasa                        | 806         | ...      | ...       | ...                 | ...               | Bolívie           | (bezodtoké)                                    |
| 15. | Colhué Huapi                   | 803         | ...      | ...       | 5                   | 258               | Argentina         | Chico (povodí Chubutu)                         |

## Nezařazená do tabulky

### Mezinárodní
- Cochrane / Pueyrredon (Argentina, Chile)
- Fagnano (Argentina, Chile)

### Argentina
- Nahuel Huapi

### Chile
- Llanquihue
- Villarrica

### Venezuela
- Valencia